# Pierre Duhart
Pierre Duhart (nato Pedro Duhart; Montevideo, 25 aprile 1910 – Lanús, 5 gennaio 1956) è stato un allenatore di calcio e calciatore uruguaiano naturalizzato francese, di ruolo centrocampista o attaccante.

## Carriera

### Club
Nel 1931 Gabriel Hanot, giornalista di un settimanale calcistico, lo segnala in un incontro tra Nacional e Peñarol.
Ha giocato da interno sinistro, interno destro o attaccante nella massima serie francese dal 1934 al 1939, vincendo anche un campionato nel 1935. Alla fine della stagione 1936-1937 s'infortuna al menisco, saltando la finale della Coppa di Francia vinta dal Sochaux e tutta la stagione seguente, nella quale riesce solo a giocare l'ultimo incontro di campionato.

### Nazionale
Quando arrivò al Sochaux nel 1934, France Football segnalò alla Commissione tecnica della nazionale che Duhart era di nazionalità francese in virtù di un trattato firmato tra la Francia e gli Stati dell'America del Sud, a seguito del quale qualunque sudamericano di origine francese che si fosse trasferito in Francia avrebbe automaticamente ottenuto la cittadinanza francese dopo averne fatto richiesta (e nel caso di atleti di conseguenza anche la possibilità di essere selezionati dalle rappresentative nazionali francesi); tuttavia in un primo momento la sua convocazione fu rifiutata in parte per la sua precedente militanza nella nazionale uruguaiana (2 presenze nel 1932) ed in parte per il fatto che non fosse ancora cittadino francese: richiese la cittadinanza solo 3 anni più tardi. Le sue presenze nella Celeste tuttavia non vennero riconosciute dalla FIFA in quanto in quegli anni la federazione sudamericana si era scissa in due differenti federazioni e quindi, dal punto di vista della FIFA, Duhart non aveva mai rappresentato alcuna nazionale. Le riluttanze iniziali vennero infine accantonate e Duhart rappresentò la nazionale francese per 6 volte tra il 1935 ed il 1937; ottenuta la cittadinanza cambiò il suo nome in Pierre Duhart.

### Allenatore
Nel 1944 si trasferì in Cile per allenare l'Everton: l'esperienza non fu positiva, poiché Duhart concluse il campionato cileno all'ultimo posto.

## Statistiche

### Presenze e reti nei club[5]
| Stagione             | Squadra         | Campionato      | Campionato | Campionato | Coppe nazionali | Coppe nazionali | Coppe nazionali | Coppe continentali | Coppe continentali | Coppe continentali | Altre coppe | Altre coppe | Altre coppe | Totale | Totale |
| Stagione             | Squadra         | Comp            | Pres       | Reti       | Comp            | Pres            | Reti            | Comp               | Pres               | Reti               | Comp        | Pres        | Reti        | Pres   | Reti   |
| -------------------- | --------------- | --------------- | ---------- | ---------- | --------------- | --------------- | --------------- | ------------------ | ------------------ | ------------------ | ----------- | ----------- | ----------- | ------ | ------ |
| 1931                 | Nacional        | PD              | 20         | 9          | -               | -               | -               | -                  | -                  | -                  | -           | -           | -           | 20     | 9      |
| 1932                 | Nacional        | PD              | 25         | 12         | -               | -               | -               | -                  | -                  | -                  | -           | -           | -           | 25     | 12     |
| 1933                 | Nacional        | PD              | 24         | 10         | -               | -               | -               | -                  | -                  | -                  | -           | -           | -           | 24     | 10     |
| Totale Nacional      | Totale Nacional | Totale Nacional | 69         | 31         |                 | -               | -               |                    | -                  | -                  |             | -           | -           | 69     | 31     |
| 1934-1935            | Sochaux         | D1              | 26         | 12         | CF              | 4               | 1               | -                  | -                  | -                  | -           | -           | -           | 30     | 13     |
| 1935-1936            | Sochaux         | D1              | 17         | 5          | CF              | 4               | 1               | -                  | -                  | -                  | -           | -           | -           | 21     | 6      |
| 1936-1937            | Sochaux         | D1              | 19         | 7          | CF              | 4               | 3               | -                  | -                  | -                  | -           | -           | -           | 23     | 10     |
| 1937-1938            | Sochaux         | D1              | 1          | 1          | -               | -               | -               | -                  | -                  | -                  | -           | -           | -           | 1      | 1      |
| lug.-ott. 1938       | Sochaux         | D1              | 3          | 1          | -               | -               | -               | -                  | -                  | -                  | -           | -           | -           | 3      | 1      |
| Totale Sochaux       | Totale Sochaux  | Totale Sochaux  | 66         | 26         |                 | 12              | 5               |                    | -                  | -                  |             | -           | -           | 78     | 31     |
| nov. 1938 -giu. 1939 | Charleville     | D2              | 24         | 7          | CF              | 3               | 1               | -                  | -                  | -                  | -           | -           | -           | 27     | 8      |
| Totale carriera      | Totale carriera | Totale carriera | 159        | 64         |                 | 15              | 6               |                    | -                  | -                  |             | -           | -           | 174    | 70     |

### Cronologia presenze e reti in Nazionale
| Cronologia completa delle presenze e delle reti in nazionale ― Uruguay | Cronologia completa delle presenze e delle reti in nazionale ― Uruguay | Cronologia completa delle presenze e delle reti in nazionale ― Uruguay | Cronologia completa delle presenze e delle reti in nazionale ― Uruguay | Cronologia completa delle presenze e delle reti in nazionale ― Uruguay | Cronologia completa delle presenze e delle reti in nazionale ― Uruguay | Cronologia completa delle presenze e delle reti in nazionale ― Uruguay | Cronologia completa delle presenze e delle reti in nazionale ― Uruguay |
| Data                                                                   | Città                                                                  | In casa                                                                | Risultato                                                              | Ospiti                                                                 | Competizione                                                           | Reti                                                                   | Note                                                                   |
| ---------------------------------------------------------------------- | ---------------------------------------------------------------------- | ---------------------------------------------------------------------- | ---------------------------------------------------------------------- | ---------------------------------------------------------------------- | ---------------------------------------------------------------------- | ---------------------------------------------------------------------- | ---------------------------------------------------------------------- |
| 18-5-1932                                                              | Montevideo                                                             | Uruguay                                                                | 1 – 0                                                                  | Argentina                                                              | Amichevole                                                             | -                                                                      |                                                                        |
| 4-12-1932                                                              | Montevideo                                                             | Uruguay                                                                | 1 – 2                                                                  | Brasile                                                                | Copa Rio Branco 1932                                                   | -                                                                      |                                                                        |
| Totale                                                                 |                                                                        | Presenze                                                               | 2                                                                      |                                                                        | Reti                                                                   | 0                                                                      |                                                                        |

| Cronologia completa delle presenze e delle reti in nazionale ― Francia | Cronologia completa delle presenze e delle reti in nazionale ― Francia | Cronologia completa delle presenze e delle reti in nazionale ― Francia | Cronologia completa delle presenze e delle reti in nazionale ― Francia | Cronologia completa delle presenze e delle reti in nazionale ― Francia | Cronologia completa delle presenze e delle reti in nazionale ― Francia | Cronologia completa delle presenze e delle reti in nazionale ― Francia | Cronologia completa delle presenze e delle reti in nazionale ― Francia |
| Data                                                                   | Città                                                                  | In casa                                                                | Risultato                                                              | Ospiti                                                                 | Competizione                                                           | Reti                                                                   | Note                                                                   |
| ---------------------------------------------------------------------- | ---------------------------------------------------------------------- | ---------------------------------------------------------------------- | ---------------------------------------------------------------------- | ---------------------------------------------------------------------- | ---------------------------------------------------------------------- | ---------------------------------------------------------------------- | ---------------------------------------------------------------------- |
| 17-2-1935                                                              | Roma                                                                   | Italia                                                                 | 2 – 1                                                                  | Francia                                                                | Amichevole                                                             | 1                                                                      |                                                                        |
| 17-3-1935                                                              | Parigi                                                                 | Francia                                                                | 1 – 3                                                                  | Germania                                                               | Amichevole                                                             | -                                                                      |                                                                        |
| 27-10-1935                                                             | Ginevra                                                                | Svizzera                                                               | 2 – 1                                                                  | Francia                                                                | Amichevole                                                             | -                                                                      |                                                                        |
| 8-3-1936                                                               | Colombes                                                               | Francia                                                                | 3 – 0                                                                  | Belgio                                                                 | Amichevole                                                             | -                                                                      |                                                                        |
| 13-12-1936                                                             | Parigi                                                                 | Francia                                                                | 1 – 0                                                                  | Jugoslavia                                                             | Amichevole                                                             | -                                                                      |                                                                        |
| 21-2-1937                                                              | Bruxelles                                                              | Belgio                                                                 | 3 – 1                                                                  | Francia                                                                | Amichevole                                                             | -                                                                      |                                                                        |
| Totale                                                                 |                                                                        | Presenze                                                               | 6                                                                      |                                                                        | Reti                                                                   | 1                                                                      |                                                                        |

### Statistiche da allenatore[6]
| Stagione        | Squadra         | Campionato      | Campionato | Campionato | Campionato | Campionato | Coppe nazionali | Coppe nazionali | Coppe nazionali | Coppe nazionali | Coppe nazionali | Coppe continentali | Coppe continentali | Coppe continentali | Coppe continentali | Coppe continentali | Altre coppe | Altre coppe | Altre coppe | Altre coppe | Altre coppe | Totale | Totale | Totale | Totale | Vittorie % | Reti | Reti | Reti |
| Stagione        | Squadra         | Comp            | G          | V          | N          | P          | Comp            | G               | V               | N               | P               | Comp               | G                  | V                  | N                  | P                  | Comp        | G           | V           | N           | P           | G      | V      | N      | P      | %          | GF   | GS   | DF   |
| --------------- | --------------- | --------------- | ---------- | ---------- | ---------- | ---------- | --------------- | --------------- | --------------- | --------------- | --------------- | ------------------ | ------------------ | ------------------ | ------------------ | ------------------ | ----------- | ----------- | ----------- | ----------- | ----------- | ------ | ------ | ------ | ------ | ---------- | ---- | ---- | ---- |
| 1944            | CD Everton      | PD              | 4          | 0          | 3          | 1          | -               | -               | -               | -               | -               | -                  | -                  | -                  | -                  | -                  |             |             |             |             |             | 4      | 0      | 3      | 1      | &0,00      | ?    | ?    | ?    |
| Totale Carriera | Totale Carriera | Totale Carriera | 4          | 0          | 3          | 1          |                 | -               | -               | -               | -               |                    | -                  | -                  | -                  | -                  |             | -           | -           | -           | -           | 4      | 0      | 3      | 1      | 0,00       | ?    | ?    | ?    |

## Palmarès

### Club

#### Competizioni nazionali
- Campionato uruguaiano: 1

Nacional: 1933
- Campionato francese: 2

Sochaux: 1934-1935, 1937-1938
- Coupe de France: 1

Sochaux: 1936-1937